# Maňa
Maňa (ungarisch Mánya) ist eine Gemeinde im Westen der Slowakei, mit 1947 Einwohnern (Stand 31. Dezember 2024). Sie gehört zum Okres Nové Zámky, einem Kreis des übergeordneten Nitriansky kraj.

## Geographie
Die Gemeinde liegt im Donauhügelland, einem Teil des slowakischen Donautieflands beiderseits des Flusses Žitava. Das Hügelland erhebt sich östlich und westlich der Gemeinde, weg vom Fluss. Der höchste Punkt ist die Manianska hora mit 226 m n.m. und das Ortszentrum liegt auf der Höhe von  131 m n.m. Maňa ist 12 Kilometer von Vráble und 25 Kilometer von Nové Zámky entfernt.
Verwaltungstechnisch gliedert sich die Gemeinde in die Gemeindeteile Malá Maňa und Veľká Maňa.

## Geschichte
Die heutige Gemeinde entstand 1962 durch Zusammenschluss von Malá Maňa (am rechten Ufer von Žitava) und Veľká Maňa (am linken Ufer). Die erste schriftliche Erwähnung stammt aus dem Jahr 1237.
Sehenswert sind die barock-klassizistische Siebenschmerzige-Jungfrau-Maria-Kirche aus dem 18. Jahrhundert, mit einem Bild der Jungfrau Maria aus dem frühen Renaissance und ein spätbarockes Landschloss aus dem Ende des 18. Jahrhunderts.

## Bevölkerung
| Jahr                | 1994 | 2004    | 2014    | 2024    |
| ------------------- | ---- | ------- | ------- | ------- |
| Anzahl der Personen | 2139 | 2072    | 2078    | 1947    |
| Unterschied         |      | −3,13 % | +0,28 % | −6,30 % |

| Jahr                | 2023 | 2024    |
| ------------------- | ---- | ------- |
| Anzahl der Personen | 1958 | 1947    |
| Unterschied         |      | −0,56 % |

## Persönlichkeiten
- Dominik Hrušovský (1926–2016), slowakischer Bischof
- Pavol Hrušovský (* 1952), slowakischer Politiker